# Данча, Аннамари Михайловна
Аннамари́ Миха́йловна Данча (Чунда́к) (укр. Аннамарі Міхайлівна Данча (Чундак), род. 26 марта 1990 года, Ужгород, Украина, СССР) — украинская сноубордистка, выступающая в параллельном гигантском слаломе и параллельном слаломе. Серебряный призёр чемпионата мира 2019 года. Выпускница Ужгородского национального университета, аспирант Львовского государственного университета физической культуры, кафедра зимних видов спорта.
- Участница Олимпийских игр 2010, 2014 и 2018 годов;
- Серебряный призёр чемпионата мира 2019 года;
- Серебряный призёр Зимней Универсиады 2011 в параллельном гигантском слаломе[1];
- Победительница и призёр этапов Кубка Европы;
- Чемпионка мира среди юниоров 2010 в параллельном гигантском слаломе;
- Многократная чемпионка Украины.